# Shindo jinen ryu
Shindo Jinen Ryu (神道自然流) é um estilo de caratê, que foi criado em 1933 por Yasuhiro Konishi, que tem por objetivo fundir num só estilo de arte marcial a potência dos golpes do caratê com a suavidade dos vários estilos de jiu-jitsu praticados pelo fundador.

## História
O pequeno Yasuhiro Konishi começou a praticar artes marciais japonesas com a idade de 6 anos, frequentando aulas de jiu-jitsu, do estilo Muso-ryu, aulas estas que logo foram seguidas pelas de kendo, quando o garoto contava já 13 anos. Não muito depois, as aulas de jiu-jitsu foram sob o currículo do estilo Takenuchi-ryu, que se trata de uma linhagem agressiva e marcadamente similar ao caratê, devido à presença ostensiva de golpes de atemi waza, como socos e chutes.
Em 1915, o jovem universitário Konishi teve os primeiros contactos com o caratê, sobre o qual manteve interesse porque continha técnicas mui similares ao que tinha aprendido. Depois de formado e de se ter afastado de outras obrigações, o mestre Konishi, em 1923, inaugura seu dojô de Ryobu-kan, ou "casa do primor das artes marciais", onde se promovia o ensino de kendô e jiu-jitsu.
No ano seguinte, em setembro, acorreram ao mestre Konishi na Universidade Keio, os mestres Gichin Funakoshi e Hironori Otsuka, pedindo que lhes fosse concedido horário e local para o ensino de caratê naquela instituição. Quebrando o paradigma vigente à época, posto não se ter ouvido falar de que nenhum dojô se tivesse aberto para a prática de outros mestres, ainda mais de outra disciplina marcial.
A relação dos três mestres floresceu e, bem assim, o seu ensino. O caratê ganhava popularidade com a chegada ao arquipélago principal do Japão de mais mestres oriundos de Oquinaua, que influenciaram ainda a carreira de mestre Konishi. E nesse meio tempo o mestre Morihei Ueshiba também se achegou àquele grupo, ensinando seu próprio estilo de jiu-jitsu, o Daito-ryu, que viria a se transformar no aiquidô.
O estilo foi resultado desse amálgama.
Enquanto o mestre Konishi desenvolvia suas actividades, aprimorava-se nos estudos e empreendia esforços na divulgação do caratê, com o advento da instituição Butoku Kai, a qual tinha por escopo o regramento das artes marciais japonesas, uma vez que mestre Konishi já era um membro da instituição, já reconhecido por suas graduações em kendo e jiu-jitsu e com o juízo de que o caratê era uma parte do budo (por seus métodos, técnicas e filosofia), entabulou pedido formal para que a arte passasse a ser reconhecida oficialmente também.
Assim, nos idos da década de 1930, o mestre Konishi, ainda com suas distinções nas outras artes marciais, e ladeado pelos mestres Chojun Miyagi (Shorei-ryu e Goju-ryu) e Kiyotada Sannosuke Ueshima (Kushin-ryu), receberam o título de "kyoshi".

## Características
O estilo, como os demais estilos modernos de caratê, incorpora em seu currículo os três elementos básicos de treinamento, kihon, kata e kumite, mesclando técnicas do caratê, aiquidô, kendo, jiu-jitsu e os mais elevados princípios morais.